# Trichordis
Trichordis is een geslacht van uitgestorven kreeftachtigen uit de klasse van de Ostracoda (mosselkreeftjes).

## Soorten
- Trichordis (Paratrichordis) devexa (Grekoff, 1963) Khosla Jakhar, 1993 †
- Trichordis (Paratrichordis) grumosa (Luebimova & Mohan, 1960) Khosla & Jakhar, 1993 †
- Trichordis (Paratrichordis) parvicarinata Khosla & Jakhar, 1993 †
- Trichordis (Paratrichordis) triangula (Bate, 1975) Khosla & Jakhar, 1993 †
- Trichordis (Trichordis) praetexta Grekoff, 1963 †
- Trichordis praetexta Grekoff, 1963 †